# Танго (албум)
Танго је трећи студијски албум српске музичке групе Negative. Албум је објављен 2004. године за издавачку кућу City Records, а био је доступан на компакт-диску.

## Списак песама
| №               | Назив               | Аутор(и)                                    | Трајање |  |
| 1.              | Још један покушај   | И. Павловић (т) · (м, а)                    | 3:57    |  |
| 2.              | Јутро после додира  | И. Павловић (т, м) · Н. Радаковић (м) · (а) | 4:36    |  |
| 3.              | Заједно             | И. Павловић (т, м) · (а)                    | 4:02    |  |
| 4.              | Љубав               | И. Павловић (т) · (м, а)                    | 3:26    |  |
| 5.              | Кад се светла угасе | И. Павловић (т, м) · Н. Радаковић (м) · (а) | 4:47    |  |
| 6.              | Суперстар           | И. Павловић (т, м) · Н. Радаковић (м) · (а) | 2:33    |  |
| 7.              | Чаробни напитак     | И. Павловић (т, м) · (м, а)                 | 4:19    |  |
| 8.              | Збуњена             | И. Павловић (т) · (м, а) · В. Ђурђевић (м)  | 3:07    |  |
| 9.              | У инат              | И. Павловић (т) · (м, а)                    | 4:36    |  |
| 10.             | Танго               | И. Павловић (т) · (м, а)                    | 3:41    |  |
| 11.             | Поглед на небо      | И. Павловић (т) · (м, а)                    | 5:49    |  |
| 12.             | Ти ме не волиш      | И. Павловић (т, м) · (а)                    | 2:50    |  |
| Укупно трајање: | Укупно трајање:     | Укупно трајање:                             | 47:43   |  |

- [1]

## Музичари
- :
  - Ивана Павловић — вокал (и као чланица хора у 4. песми)
  - Никола Радаковић Џони — гитара (цео албум), главни вокал (5), пратећи вокали (3, 9), члан хора (4)
  - Милан Златановић Змо — бас-гитара
  - Милош Билановић Биџа — бубањ[1]
- Гости:
  - Александра Радовић — чланица хора (4)
  - Пети елемент — чланови хора (4)
  - Владан Поповић Поп — удараљке (1, 3, 4, 7, 10, 12), члан хора (4)
  - Милан Прокоп — Хамондове оргуље (6, 7), синтесајзер (7)
  - Андрија Абрамовић — виолина (9)
  - Александар Николић — бандонеон (10)
  - Владимир Ратковић Ратко — клавир (12)[1]

## Остале заслуге
- Милан Прокоп — продуцент, миксовање
- Саша Јанковић — инжењер звука, миксовање
- Александра Стојановић — асистент инжењера звука
- Бојана Томашевић — асистент инжењера звука
- Ненад Драгићевић Циле — техничка подршка
- Крис Парменидис — мастеровање
- Давид Суба — дизајн омота[1]

## Рецензије
| Медиј    | Аутор рецензије  | Оцена         | Изв.  |
| -------- | ---------------- | ------------- | ----- |
| Барикада | Бранимир Локнер  | 5/10 звездица | [ 2 ] |
| Попбокс  | Урош Миловановић | 5/10 звездица | [ 3 ] |